# Duck Dodgers et le retour du XXIVe siècle et des poussières
Pour plus de détails, voir Fiche technique et Distribution.
Duck Dodgers et le retour du XXIVe siècle et des poussières (Duck Dodgers and the Return of the 24½th Century) est un cartoon de la série Merrie Melodies de la Warner Bros sorti en novembre 1980 et réalisé par Chuck Jones. Il met en scène Daffy Duck en aventurier intergalactique (Duck Dodgers), secondé par Porky Pig (le cadet de l'espace), tous deux aux prises avec Marvin le Martien, le conquérant martien.

## Résumé
Daffy Duck reprend son rôle célèbre de Duck Dodgers dans une autre parodie des séries spatiales du samedi après-midi. Affecté pour localiser la molécule de crémaillère nécessaire pour le polissage yo-yo, Dodgers et son copain, un jeune cadet de la jeunesse (Porky Pig), s'écrasent dans leur vaisseau spatial dans une coquille d'œufs géants, où ils trouvent Marvin Martien, qui, comme d'habitude, tente de détruire la Terre, dans une tentative de résoudre « problème de carburant». Marvin demande à Dodgers de visiter le boudoir de Gossamer, que Dodgers pense être une princesse de l'espace, mais Gossamer se révèle être un monstre géant et poilu dans les baskets, et les Dodgers effrayés s'enfuient. Porky utilise des tondeuses électroniques pour littéralement coiffure Gossamer dans le néant, et Dodgers, furieux des interprétations tout aussi littérales de son assistant à ses ordres, tire à plusieurs reprises son pistolet à Porky. Lorsque Porky demande ce que la Terre fera sans la molécule à crémaillère, Dodgers répond: Qu'ils mangent de la brioche.

## Animateurs
- Lloyd Vaughan
- Harry Love (effets d'animation)
- Ken Harris
- Ben Washam

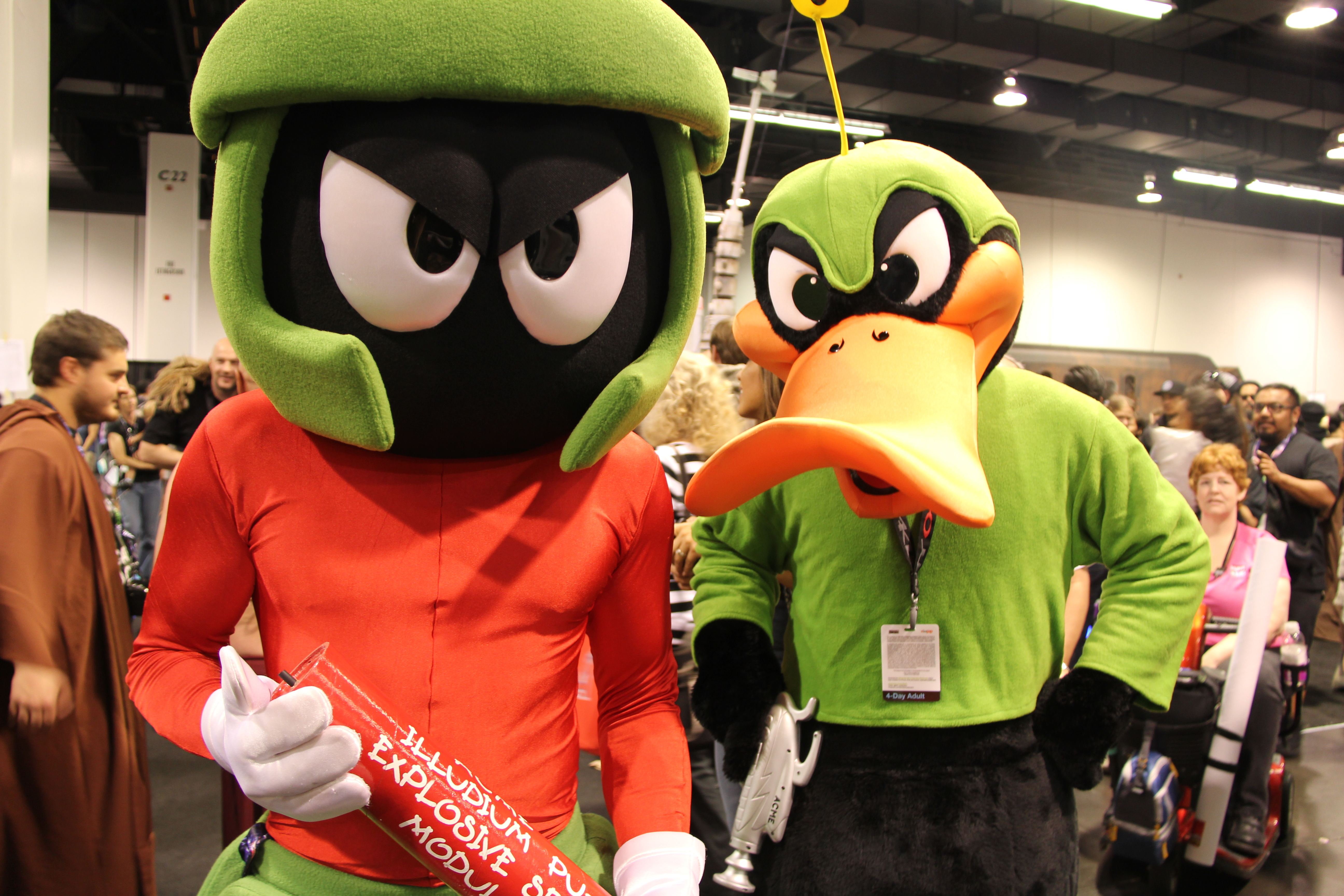
Cosplay de Marvin le Martien (à gauche) et de Duck Dodgers

- Maurice Noble (conception et préparation)
- Philip DeGuard (décors)

## Musique
- Carl W. Stalling directeur musical (comme Carl Stalling) (non crédité)
- Milt Franklyn  orchestrateur (non crédité)

## Musiques
- Powerhouse (non créditée)

Musique écrite par Raymond Scott
- Egyptian Barn Dance (non créditée)

Musique écrite par Raymond Scott

## Prix
- En 1994, Duck Dodgers and the Return of the 24½th Century a été élu, par les spécialistes de l'animation, quatrième des 50  meilleurs cartoons de tous les temps.
- En 2004, le cartoon a été présenté rétrospectivement pour le prix Hugo (prix des meilleurs récits de science-fiction), au titre de « meilleure représentation dramatique ».